# Epermenia philorites
Epermenia philorites is een vlinder uit de familie borstelmotten (Epermeniidae). De wetenschappelijke naam van deze soort is voor het eerst geldig gepubliceerd in 1965 door Bradley.
De soort komt voor in tropisch Afrika.